# Naturfredning i Danmark
Naturfredning i Danmark er et redskab til bevarelse og pleje af naturområder, som på grund af deres landskabelige værdi, beliggenhed eller flora og fauna har væsentlig betydning for almenheden.
En fredning betyder at der lægges begrænsninger på et områdes fremtidige anvendelsesmuligheder. Der udbetales så en erstatning for de indskrænkninger i ejerens eller brugerens rådighed, som fredningen medfører.
Fredninger kan gennemføres for at varetage alle de formål, som naturbeskyttelsesloven indeholder, for eksempel beskyttelse af dyr og planter og deres levesteder, landskab og kulturhistorie; en fredning kan også fastsætte bestemmelser om forbedring og genopretning af naturen ligesom man kan også regulere folks adgang til at færdes i naturen.
Fredningssager behandles af et Fredningsnævn som der er 13 af, fordelt med 2 fredningsnævn i Region Nordjylland og i Region Midtjylland samt 3 fredningsnævn i hver af de øvrige regioner. Klager over afgørelser om fredninger og om dispensationer fra disse behandles af Naturklagenævnet.
Danmarks Naturfredningsforening har en stor og aktiv rolle på fredningsområdet, både i den politiske diskussion, og, ofte via deres mange lokalafdelinger, også i konkrete enkeltsager.

## Historie
I 1917 blev den første naturfredningslov vedtaget og det har siden været et centralt instrument i naturbeskyttelsen i Danmark. Allerede inden da blev et antal naturområder fredet ved lov. Det første område var Gammelmosen ved Vangede som blev fredet i 1844 med det formål at kunne studere dannelsen af tørv (en vigtig naturresurse i samtiden) i en uforstyrret mose. I 1902 opkøbte staten Råbjerg Mile og i 1903 et område på 3000 tdr. land i Borris Sønderland. Initiativtager til fredningerne af Råbjerg Mile og Borris Hede udgik fra et i 1906 nedsat udvalg af tre foreninger, Dansk Botanisk Forening, Dansk Naturhistorisk Forening og Dansk Geologisk Forening. På Bornholm var Foreningen Bornholm (stiftet 1906) aktiv i at sikre statens opkøb af arealer af væsentlig interesse for almenvellet, fx Hammershus slotsruin.
Med 1917-loven oprettedes Fredningsnævn i alle amter, et Overfredningsnævn som ankeinstans, en taksationskommission til at beslutte omerstatningsstørrelse og et uvildigt ekspertorgan Naturfredningsrådet.
Naturfredningsloven blev revideret i 1937, i alt væsentligt på initiativ af statsminister Thorvald Stauning. Nye elementer i naturbeskyttelsen var byggelinjer langs kysten og nær skove. Endvidere fastsattes offentlighedens adgang til skov og strand. Stauning overflyttede naturfredningsloven fra justitsministeriet til statsministeriet.
Der kom nye revisioner i 1959, 1961 og 1969. Blandt andet kom der byggelinjer rundt om jordfaste fortidsminder som dysser og gravhøje. 1961 flyttedes naturfredningsloven til kulturministeriet og i 1973 til det nyoprettede miljøministerium. Der kom mindre revisioner til 1972 og 1975.
Med naturfredningsloven af 1978 blev søer, vandløb og moser omfattet af en generel beskyttelse (§43), altså uden tinglysning på hvert eneste omfattede matrikelnummer. I naturfredningsloven af 1984 blev også større heder og strandenge omfattet af den generelle beskyttelse. Med naturbeskyttelseslov, der fra 1992 erstattede naturfredningsloven, blev beskyttelsen udvidet til også at omfatte ferske enge og overdrev. Beskyttelsen af naturtyperne fremgår af naturbeskyttelseslovens § 3 og de benævnes derfor ofte §3-naturtyper.